# トレッキング
トレッキング（英: trekking）は、山歩きのこと。登頂を目指すことを主な目的としている登山に対し、トレッキングは特に山頂にはこだわらず、山の中を歩くことを目的としている言葉。ただし、結果的に行動の過程で、山頂を通過することもある。ニュージーランドでは、トランピング (tramping) と呼ばれている。

## 解説
ヨーロッパにあるアルプスのような高山や険しい山々に登るには、途中に岩場や氷河などがあり、ザイル、アイゼンなどの特殊な装備を必要とする。このため、それらを使用する場合は「登山」と呼ばれる。地形が比較的なだらかで登山道や山道が整備されていたり、人里に近かったりする山々では、上記のような装備がなくても入ることができる。山の地形や季節・天候の変化は様々であり、トレッキングと登山の境界は明確ではない。日本では軽登山を指す場合にも常用される。
川に沿って歩くリバートレッキングや、雪原を歩くスノートレッキングなど、歩く場所によってさらに分類される。さらに、鉄道の廃線を探訪する廃線トレッキング、景観の見物だけでなく史跡や地元の町・村などの暮らしと触れながら歩くオルレ・トレッキング（韓国・済州島発祥）といった様々な目的のトレッキングも楽しまれている。そのほかにも、マウンテンバイクや、オフロードバイクで山を走る行為もトレッキングと呼ばれている。

## 主なトレッキングコース

### アジア
- ヒマラヤの山麓

#### 日本
- 礼文島、八幡平、尾瀬沼、戦場ヶ原、美ヶ原、霧ヶ峰、志賀高原、斑尾高原、栂池高原、上高地、室堂、砥峰高原、熊野古道中辺路、大山、蒜山高原、剣山、九重連山など。
- 日本百名山、新日本百名山、日本二百名山、日本三百名山などに選定された山々などにもトレッキングに適したコースがある。
- 九州では海岸線や山などの自然、民家の路地などを身近に感じ、自分なりにゆっくり楽しみながら歩く九州オルレコース[2]の人気も高まりつつある。

### ヨーロッパ
- アルプスの山麓

### 北アメリカ、アメリカ合衆国
- カナディアンロッキー
- ハワイ火山国立公園

### オセアニア
- ミルフォードトラック

## トレッキング用具

### 日帰りの場合
- トレッキングシューズ - しっかりと足首が固定でき、小石の入りにくいハイカットタイプが適する。
- ザック - 容量20 -30リットル程度のものが多く使われている。
- 服装 - 雨に濡れても乾きやすいもの。下着は特に乾きやすい素材のものが適する。暖かい時期であっても、薄手のセーターや風を通さない上着を携行。林の中や薮を通過するルートでは長袖のシャツを着ると肌を傷めない。黒色は蜂に襲われやすい色なので避けたほうが無難とされる。
- 替えの下着 - 汗を大量にかいた際に有効。
- 地図とコンパス
- 雨具 - 山間部では上下が分かれているタイプのレインウェア、街中や平地では折りたたみ傘が有効。
- 懐中電灯 - 両手が使えるためヘッドランプタイプの軽量なものが適する。高輝度LEDタイプの消費電力が小さく明るいものもあり、電池もアルカリマンガン乾電池のほか、出発前に再充電可能なニッケル・水素充電池などが発売されている。
- 水筒 - 水や茶以外にも、イオン系スポーツドリンクも適する。
- タオル - 汗を拭くほか、防寒用途にも使える。
- ファーストエイドキット - 絆創膏、傷薬・消毒薬、虫刺されの塗り薬など。団体の場合はテーピングまたは包帯、ガーゼなども。また、持病がある場合はその薬も携行する。
- カメラ - 記録用。
- 携帯電話 - 緊急時に役立つ可能性がある。
- 発煙筒 - 遭難時に捜索ヘリコプターなどから発見されやすくなる。花火の煙玉でもよい。
- クマ除け - ホイッスル、鈴・カウベル、ラジオなど。ただし、自然の雰囲気を損ねるという理由で、常に音を鳴らす行為を嫌う登山者もいる。
- 昼食 - 高カロリーなものが適する。食事後に出るゴミが少ないことも考慮される。
- 非常食 - 軽く高カロリーなチョコレートや飴、カロリーメイトなどが適する。なお、ノンカロリー食品は体力の回復には向かない。
- ストック - 歩行時のバランス補助、登り降りの支えとして使用。荷重・衝撃を分散させるため足腰の負担を和らげるだけでなく、転倒を防止できる。
- その他 - ビニール袋・トイレットペーパー（芯を抜くとかさばらない）、時計、レジャーシートなど。

### 野営する場合
上記の日帰りの場合に加えて以下の装備が加わる。
- テント - 使用人数に合ったものを選ぶ。
- 寝袋 - 季節に合った保温力のものを選ぶ。
- 食器 - 軽い調理を必要とする際に必要。紙皿なども使われる。
- ポータブルストーブ - 温かい食事を求める者は小型の鍋と共に必要になる。